# Людмил Стоянов (кмет)
Вижте пояснителната страница за други личности с името Людмил Стоянов.
Людмил Стоянов е български лекар-хирург и политик от НДСВ.

## Биография
Роден е на 8 септември 1962 г. в Кюстендил. Завършва Медицинската академия в София (1989). Работи като хирург в Хирургично отделение в Многопрофилната болница за активно лечение в Кюстендил. Член на НДСВ (2001). Областен управител на Кюстендилска област (2001-2003).
Избран е за кмет на Кюстендил от листата на НДСВ и заема кметския пост от 7 ноември 2003 г. до 12 ноември 2007 г. Оттегля се от политиката и се завръща към работата си като хирург в местната болница.